# 新免氏
新免氏（しんめんし）は、日本の氏族のひとつ。中世後期、美作国吉野郡に栄えた。

## 出自
『東作誌』が載せる新免氏の系図は家祖を「大納言徳大寺実孝」としており、建武の新政期に勅勘を蒙り美作国英田郡粟井庄に流され、貞和3年（1347年）同地で没。この実孝の子が新免氏初代の新免則重で、朝廷より新免氏の名乗りを与えられて武家に転じ、室町幕府より英田郡に粟井庄・広山庄・吉野庄を与えられたという。
大納言実孝なる人物は実在の徳大寺実孝の事績とは符合しないが、鎌倉時代末期に徳大寺家が粟井庄の下司職を争っており、室町時代には同家が下司職を維持している。また粟井庄内には新免村があり、14世紀末には同国守護赤松氏の被官となっていた新免氏が同地の荘官を担っていたことが確認できる。

## 経歴
初代則重の嫡子である新免長重は小房城主だったが、文明12年（1480年）山名氏によって攻め滅ぼされた。長重の遺児・貞重は外戚にあたる宇野氏を頼って同郡の小原山王山城へ逃れ、後に宇野氏の養嗣子となって家督を継承した。宇野氏は赤松氏の一門である。貞重は後に新免氏に名乗りを戻し、居城を新たに竹山城に移している。貞重は粟井氏・平尾氏といった吉野郡の国人を討ち、郡内随一の勢力を得た。
貞重の子は宗貞で、吉野郡7荘を領したほか一時は勝田郡にまで勢力を伸ばしたが、台頭してきた尼子氏と対して苦戦を強いられている。その子の宗貫の代になると尼子氏は退潮して代わりに毛利氏や備前国の宇喜多氏が台頭したため、新免氏ら美作国衆は動揺する。最終的には織田氏・豊臣氏に与する宇喜多氏に従属し、『浮田分限帳』には新免伊賀守3,600石と名が見える。慶長5年（1600年）関ヶ原の戦いに敗れて宇喜多氏が改易となると、新免氏もまた離散した。宗貫の直系は福岡藩士となった他、一族には帰農した者もあった。
福岡藩黒田氏に仕えた新免氏は、筑前国下座郡9村に2,300石で召し抱えられた。宗貫の長男・宇兵衛は後に熊本藩士に転じ、次男・種信は改易となったものの、福岡藩重臣の三奈木黒田家に仕えている。なお『東作誌』所載の系図は、宗貫の孫に宮本武蔵の養子として知られる宮本三木之助があったとし、それによれば三木之助は武蔵の外孫にあたるという。